# Cuetzala del Progreso
Cuetzala del Progreso är en kommun i Mexiko.   Den ligger i delstaten Guerrero, i den södra delen av landet, 160 km söder om huvudstaden Mexico City. Arean är 450 kvadratkilometer.
Terrängen i Cuetzala del Progreso är kuperad åt sydväst, men åt nordost är den bergig.
Följande samhällen finns i Cuetzala del Progreso:
- Tlacaquipa
- Tlaquilpa
- Pueblo Nuevo Santa María
- San Luis